# Noah Gordon
Noah Gordon (ur. 11 listopada 1926 w Worcester, Massachusetts, zm. 22 listopada 2021 w Dedham) – amerykański dziennikarz i pisarz żydowskiego pochodzenia.

## Życiorys
Studiował na Uniwersytecie Bostońskim uzyskując licencjat z dziennikarstwa w 1950 i tytuł magistra filologii angielskiej w 1951. Kilka lat przepracował jako redaktor w jednym z nowojorskich wydawnictw. Później był reporterem gazety „The Boston Herald” i wydawcą czasopism medycznych. Zrezygnował z pracy dziennikarskiej, by poświęcić się napisaniu debiutanckiej powieści Rabin (1965), która na prestiżowej liście bestsellerów dziennika The New York Times utrzymywała się przez 26 tygodni. Powieści Medicus (1986) i Szaman (1992) przyniosły mu wiele nagród i międzynarodową sławę. Dużym powodzeniem cieszyły się również powieści Lekarze (1969) i Diament Jerozolimski (1979).
Szczególnie znane są jego powieści stanowiące sagę (trylogia) rodziny Cole. Niektóre jego powieści zostały przetłumaczone na język polski (m.in. przez Łukasza Nicpana).

## Publikacje książkowe
- Rabin (The Rabbi, wyd. oryg. 1965)
- Lekarze (The Death Committee, wyd. oryg. 1969)
- Diament Jerozolimski (The Jerusalem Diamond, wyd. oryg. 1979)
- Medicus z Saragossy (The Last Jew, wyd. oryg. 2000)
- Sam and Other Animal Stories (2002)
- The Winemaker (2007)

### Trylogia rodziny Cole
- Medicus (The Physician, wyd. oryg. 1986), adaptacja filmowa w 2013 pt. Medicus
- Szaman (Shaman, wyd. oryg. 1992)
- Spadkobierczyni Medicusa (Matters of Choice, wyd. oryg. 1995)